# Светски клупски изазов (рагби 13)
Светски клупски изазов у рагбију тринаест (енгл. World Club Challenge) је такмичење, у коме се за титулу клупског првака Света у рагбију тринаест боре шампион НРЛ-а (најквалитетнијег клупског рагби 13 такмичења Јужне хемисфере) и шампион Суперлиге (најквалитетнијег клупског рагби 13 такмичења Северне полулопте).
Прва сезона је одржана 1976. године, а до сада су највеће успехе забележили аустралијски и енглески рагби 13 клубови. Финала Светског клупског изазова су се играла на стадионима у Аустралији, Енглеској и на Новом Зеланду. Предност домаћег терена има значај, Аустралија је удаљена од Енглеске 15 200 километара. Сиднеј рустерси су освојили највише светских титула и само они су успели да одбране титулу.

## Историја
Прва сезона је одржана 1976. а у финалу су се састали аустралијски представник Истерн субурбс и енглески представник Сент Хеленс. Друга сезона је одржана 1987. када је Виган победио Менли Воринго. 1997. је уведена награда од милион долара за победника такмичења. 
Током прве деценије двадесетпрвог века, финала су се играла у јануару и у фебруару, у Великој Британији, а углавном су побеђивали енглески представници. Аустралијанци су почели да се жале, на џетлег, умор од авионских путовања, као и термин одигравања утакмица ван сезоне. 
2014. године такмичење је одржано у Аустралији, а Сиднеј је као домаћин пред више од 30 000 гледалаца победио Виган вориорсе. 
Од 2015. до 2017. играла се Светска клупска серија, учествовало је шест клубова, три из НРЛ-а и три из Суперлиге. 
Од 2018. такмичење се вратило на стари концепт једне утакмице, финала. 
До сада је осамнаест клубова учествовало у финалу, а дванаест клубова се окитило светском титулом. Тринаест пута су титулу освајали енглески представници, а четрнаест пута клубови из Аустралије. Аустралијски Синдеј рустерси су највише пута освајали светску титулу, чак пет пута. Енглески Виган је осам пута играо у финалу, четири пута је освојио титулу, а четири пута је изгубио. Међу седам клубова који су играли у финалу, али нису успели да освоје светску титулу су Кронула шаркс, Вестс тајгерс, Кантербери булдогс, Њукасл најтс, Хантер маринерс, Канбера рајдерс и Пенрит пантерс. Пет енглеских рагби 13 клубова и седам аустралијских рагби 13 клубова су до сада освајали Светски клупски изазов.

### Списак финала
- 1976. Истерн субурбс (Аустралија)  - Сент Хеленс (Енглеска)  25-2, Крикет стадион у Сиднеју, 26 000 гледалаца

- 1987. Виган вориорс (Енглеска)  - Менли воринго (Аустралија)  8-2, Централни парк у Вигану, 36 000
- 1989. Виднес вајкингс (Енглеска)  - Канбера рајдерс (Аустралија)  30-18, Олд Трафорд, 30 000

- 1991. Виган вориорс (Енглеска)  - Пенрит пантерс (Аустралија)  21-4, Енфилд, 20 000
- 1992. Бризбејн бронкос (Аустралија)  - Виган вориорс (Енглеска)  22-8, Централни парк у Вигану, 17 000
- 1994. Виган вориорс (Енглеска)  - Бризбејн бронкос (Аустралија) , 20-14, Спортски центар Квинсленд, 54 000
- 1997. Бризбејн бронкос (Аустралија)  - Хантер маринерс (Енглеска)  36-12, Маунт смарт стадион, 10 000
- 2000. Мелбурн сторм (Аустралија)  - Сент Хеленс (Енглеска)  44-6, Стадион ДВ, 13 000
- 2001. Сент Хеленс (Енглеска)  - Бризбејн бронкос (Аустралија)  20-18, Стадион Рибок, 16 000
- 2002. Бредфорд булс (Енглеска)  - Њукасл најтс (Аустралија)   41-26, Стадион Кирклес 21 000
- 2003. Сиднеј рустерс (Аустралија)  - Сент Хеленс (Енглеска)  38-0, Стадион Рибок 19 000
- 2004. Брефорд булс (Енглеска)  - Пенрит пантерс (Аустралија)  22-4, Стадион Кирклес 18 000
- 2005. Лидс рајнос (Енглеска)  - Кантербери булдогс (Аустралија)  39-32, Еланд роуд, 37 000
- 2006. Бредфорд булс (Енглеска)  - Вестс тајгерс (Аустралија)  30-10, Стадион Кирклес, 19 000
- 2007. Сент Хеленс (Енглеска)  - Бризбејн бронкос (Аустралија)  18-14, Стадион Рибок, 23 000
- 2008. Лидс рајнос (Енглеска)  - Мелбурн сторм (Аустралија)  11-4, Еланд роуд, 33 000
- 2009. Менли воринго (Аустралија)  - Лидс рајнос (Енглеска)  28-20, Еланд роуд, 28 000
- 2010. Мелбурн сторм (Аустралија)  - Лидс рајнос (Енглеска)  18-10, Еланд роуд, 27 000

- 2011. Сент Џорџ Илавара дрегонс (Аустралија)  - Виган вориорс (Енглеска),   21-15, Стадион ДВ, 24 000
- 2012. Лидс рајнос (Енглеска)   - Менли  воринго (Аустралија)  26-12, Стадион Хејдингли, 21 000
- 2013. Мелбурн сторм (Аустралија)  - Лидс рајнос (Енглеска)   18-14, Стадион Хејднигли 20 000
- 2014. Сиднеј рустерс (Аустралија)  - Виган (Енглеска)   36-14, Фудбалски стадион у Сиднеју, 31 000
- 2015. Саут Сиднеј ребитс (Аустралија)  - Сент Хеленс (Енглеска)   39-0, Ленгтри парк, 17 000.
- 2016. Норт Квинсленд каубојс (Аустралија)  - Лидс (Енглеска)   38-4, Стадион хејдингли, 19 000.
- 2017. Виган вориорс (Енглеска)  - Кронула шаркс (Аустралија)  22-6, Стадион ДВ, 21 000.
- 2018. Мелбурн сторм (Аустралија)  - Лидс (Енглеска)   38-4, Стадион у Мелбурну, 19 0000.
- 2019. Сиднеј рустерс (Аустралија)  - Виган вориорс (Енглеска)   20-8, Стадион ДВ, 21 000.
- 2020. Сиднеј рустерс (Аустралија)  - Сент Хеленс (Енглеска)   20-12, Стадион Тотали викед, 16 000.

### Табела освајача
- Сиднеј рустерс  5 светских титула.
- Виган вориорс  4
- Лидс  3
- Мелбурн  3
- Бредфорд  3
- Сент Хеленс  2
- Бризбејн бронкос 2
- Менли воринго  1
- Виднес вајкингс  1
- Сент Џорџ Иливара дрегонс  1
- Саут Сиднеј ребитс  1
- Норт Квинсленд каубојс  1

### НРЛ и Суперлига
- Представници НРЛ-а су освајали светску титулу 1976, 1992, 1997, 2000, 2003, 2009, 2011, 2013, 2014, 2015, 2016, 2018, 2019, 2020.

- Представници Суперлиге су освајали светску титулу 1987, 1989, 1991, 1994, 2001, 2002, 2004, 2005, 2006, 2007, 2008, 2012, 2017.

## Стадиони
- Стадион Ериксон, Окланд, Нови Зеланд
- Крикет стадион у Синдеју, Аустралија
- Спортски центар Квинсленд, Бризбејн, Аустралија
- Фудбалски Стадион Сиднеј, Аустралија
- Правоугаони стадион у Мелбурну, Аустралија
- Еланд роуд, Лидс, Енглеска
- Стадион ДВ, Виган, Енглеска
- Стадион Макрон, Хорвич, Енглеска
- Џон Смит стадион, Хадерсфилд, Енглеска
- Хејдингли карниџ стадион, Лидс, Енглеска
- Централни парк у Вигану, Енглеска
- Ленгртни парк, Сент Хеленс, Енглеска
- Олд Трафорд, Манчесетер, Енглеска
- Енфилд, Ливерпул, Енглеска

## Спонзор такмичења
Спонзор Светског клупског изазова је Бетфред кладионица. 

## Рекорди и статистика
- Најубедљивија победа - Саут Сиднеј ребитс - Сент Хеленс 39-0. (2015.)
- Највише поена у финалу - Бризбејн бронкос - Виган вориорс 42-12. (2016.)
- Хет трик есеја у финалу - Џо Бурџес за Виган против Кронуле.
- Највише голова у финалу - Адам Рејнолдс за Саут Сиднеј и Кори Паркер за Бризбејн, 12 голова.
- Највише поена у финалу - Крег Фицџибон, 22 поена за Сиднеј против Сент Хеленса.
- Највише дроп голова - Кевин Синфилд, два дроп гола за Лидс.
- Рекордна посета - Бризбејн бронкос - Виган вориорс, 54 220 гледалаца у Квинсленду.

## Медији
Скај спорт, Скај спортс и Најн нетворк директно преносе утакмице Светског клупског изазова у рагбију 13.